# Mount Joyce

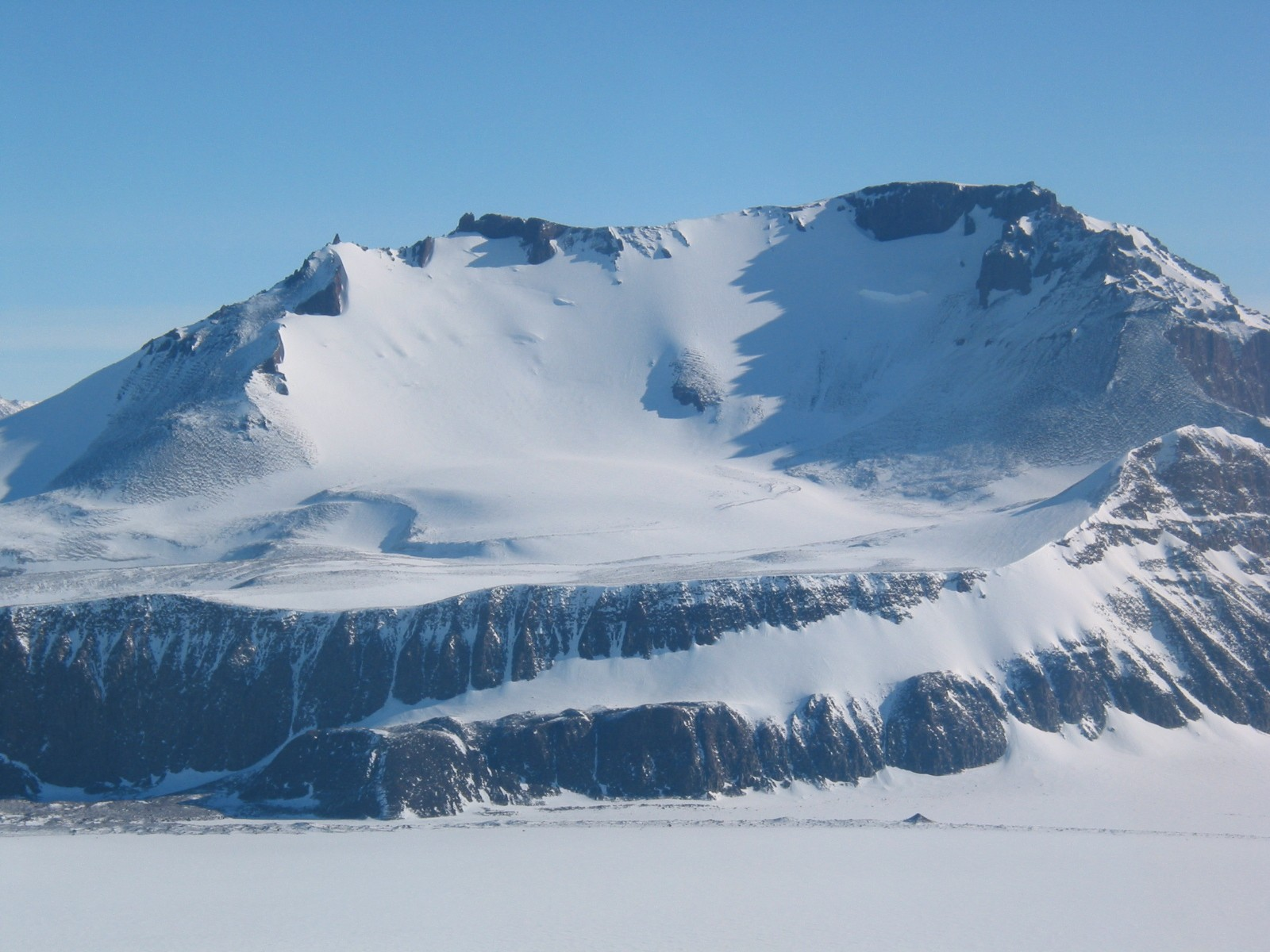
Norra sidan av Mount Joyce

Mount Joyce är ett berg i Prince Albert Mountains, Viktorias land, Antarktis, vars högsta topp är omkring 1830 meter. 